# Maracas
A maracas vagy rumbatök párosával használt, rázással megszólaltatott idiofon hangszer. Hagyományosan fanyéllel ellátott kisméretű, ovális formájú kiszárított lopótökből készül, melynek üreges belsejébe magvakat, apró kavicsokat tesznek, ezek koccanásai adják éles, magas hangját. Készülhet még egyéb szárított termésből, fából, kemény bőrből, műanyagból. Indián eredetű, a latin-amerikai táncok divathulláma révén vált közismert, elsősorban a szórakoztatózenében kedvelt hangszerré. A komolyzenébe Varèse és Milhaud vezette be, azóta e műfajban is sokat szerepel.
Maracason játszani csak látszólag egyszerű, valójában nagy kézügyességet, sok gyakorlást igényel. Határozott, rövid hangokból álló, pontos ritmusokat csak a két kéz összehangolt, jól begyakorolt mozgásával lehet elérni, felhasználva a magoknak a hangszer üregének két szemben álló falán való ide-oda csapódását. Szapora rázással tremoló jellegű hangot kapunk, körkörösen lóbáló mozgással halk, folyamatos surrogást.
A hagyományos latin-amerikai zene különböző stílusaiban magas, semleges hangjával rendszerint a dobfelszerelés cintányérjainak szerepét tölti be.